# クニオ・ナカムラ
クニオ・ナカムラ（Kuniwo Nakamura、中村 國雄、1943年11月24日 - 2020年10月14日）は、パラオの政治家、元大統領（第6代）。日系人。

## 来歴
南洋諸島（当時は南洋庁管轄下の日本委任統治領）の中心都市・コロール（パラオ共和国の旧首都）で、ペリリュー首長部族の娘アリール・ベトックと三重県伊勢市大湊町出身の船大工・中村善七との間に8人兄弟姉妹の7番目として生まれた（二番目の兄のダイジロウは元パラオ議会議員で2006年から2009年にかけて駐日大使も務めた。三番目の兄のトシオはパラオ立法議会の長となり憲法の非核条項はトシオの主導で作成されることとなる。4番目の兄のマモルはパラオ最高裁判所初代判事長）。 戦時中はペリリューからパラオ本島アイメリークのエウレイ村に強制移住、2歳の夏、日本の敗戦によってパラオは米国の信託統治領「太平洋諸島信託統治領」となる。
ナカムラ一家は父の故郷の日本に引き上げるが、食糧不足と差別のため一家はパラオに戻る。パラオは母系制社会であるため、子供たちの帰郷には問題は無かったが善七のパラオ在住許可を得るため一家は苦労する（1955年に永住許可が出された）。クニオは日本語教育を受けていない（晩年は多少、日本語は喋れたようである）。ペリリューで幼少期を過ごす。 
バプテスト教会牧師の家に寄宿しグアムのタモン高等学校（現在のジョン・F・ケネディ高等学校）を卒業した後、ハワイ大学に進学。島に戻ってからは、教師となった。

### 政治家として
1967年にミクロネシア議会選挙に立候補。当時のパラオ政界の大物であるローマン・メチュールと争ったが落選。その後、国連信託統治領の経済アドヴァイザーやヤップ地区の経済開発職員を務める。1970年、アイメリークの有力部族の娘と結婚、これが後に政治的に大きな財産となる。
1978年、憲法制定会議のメンバー38人の中に兄のトシオとともに選ばれる（クニオはコロール州、トシオはペリリュー州選出）。1981年、パラオ独立に向けた第一歩として、自治政府が発足。憲法も制定され、いわゆる非核条項が国際的に注目された。これは核など有害物質を国内に持ち込む可能性のある外国との条約・協定には住民投票で75%以上の承認が必要であるとするものである。しかしこの条項は、独立＝信託統治を終了させるためには、アメリカとの間で1982年に締結された50年間の自由連合盟約 (Compact) を住民投票で75%以上の賛成で承認することを意味し、1983年以降の7回の住民投票でいずれも承認されなかった。その中で、大統領の暗殺や自殺、ストライキや爆破事件などが多発し、政情が不安定になった。
1989年副大統領に就任したナカムラはアメリカとの自由連合盟約とセットでの独立を訴え続け、1992年に憲法のこの条項は「アメリカとの自由連合盟約に関する部分だけ住民投票で50%以上の承認」と限定的に修正された。1993年、大統領に就任。自由連合盟約の条件を折衝。アメリカとの自由連合盟約が住民投票で承認される。1994年には独立と国際連合加盟を果たす。
ナカムラは自由連合盟約に基づく経済援助や諸外国からの政府開発援助を有効活用すべく、インフラ整備に着手した。コンパクト・ロードの建設や憲法に明記されていたバベルダオブ島への遷都事業もこの時に始まった。また、パラオ政府の足枷となっていたIPSECO社への負債も2000万ドルに値切ることに成功し、5年間かけて完済した。これらの甲斐あって、パラオの国内総生産は2倍近く上昇し、税収も倍増した。
アメリカを除いては他のいかなる国よりも、日本との外交・貿易関係を重視、何度も訪日し両国関係の発展に力を尽くす。2001年まで2期つとめた（第5代）。退任後も来日を繰り返し、早稲田大学での講演なども行っている。2009年12月23日には日本テレビ系『1億人の大質問!?笑ってコラえて!』に出演していた。
2020年10月14日、死去。76歳没。

### リアリストとして
アメリカからの独立の象徴としての「非核憲法」はアメリカの譲歩＝援助を引き出すための取引材料でもあった。憲法制定後のナカムラはアメリカとの自由連合盟約締結のため尽力し、任期中に成立させている。
またアメリカの援助が減る2009年以降を見越して、日本との経済関係強化を計っている。